# Yuen Wah
Yuen Wah 元華 is een Chinees-Canadese actiefilmacteur, stuntman, actiefilmchoreograaf en TVB-televisieserieacteur die in Hongkong woont. Hij werd op 2 september 1950 in Tianjin geboren als Rong Zhi/容志.
Hij was lid van China Drama Academy, de Peking Opera School waar onder meer Jackie Chan, Sammo Hung, Yuen Biao, Yuen Qiu en Corey Yuen zijn getraind. Ze waren allen getraind door de kungfumeester Yu Jim-Yuen.
Hij was een tijdje de body double van Bruce Lee. Hij was degene die de beroemde salto's voor Bruce Lee uitvoerde in zijn films.

## Filmografie
- 1972 : Fist of Fury (Jing wu men)
- 1973 : Fists of the Double K
- 1973 : Enter the Dragon (Long zheng hu dou)
- 1973 : Kung Fu Girl (Tie wa)
- 1973 : Back Alley Princess (Ma lu xiao ying xiong)
- 1973 : The Black Belt (Hei dai chou)
- 1973 : Village on Fire (Shi po tian jian)
- 1973 : Mandarin Magician (Si wang tiao zhan)
- 1974 : Conman and the Kung Fu Kid (Lang bei wei jian)
- 1974 : The Dragon Tamers (Nu zi tai quan qun ying hui)
- 1974 : Super Kung Fu Kid
- 1974 : The Tournament (Zhong tai quan tan sheng si zhan)
- 1975 : The Valiant One (Chung lieh t'u)
- 1975 : The Himalayan (Mi zong sheng shou)
- 1976 : The Web of Death (Wu du tian luo)
- 1976 : The Magic Blade (Tien ya, ming yueh tao)
- 1976 : Hand of Death (Shao Lin men)
- 1977 : The Sentimental Swordsman (To ching chien ko wu ching chien)
- 1977 : Death Duel (San shao ye de jian)
- 1977 : Clans of Intrigue (Chu liu xiang)
- 1977 : Soul of the Sword (Sha jue)
- 1977 : Shaolin Plot (Si da men pai)
- 1978 : Heaven Sword and Dragon Sabre (Yi tian tu long ji)
- 1978 : Heaven Sword and Dragon Sabre, Part II (Yi tian tu long ji da jie ju)
- 1978 : Legend of the Bat (Bian fu chuan qi)
- 1978 : Game of Death (Si wang you ju)
- 1978 : Clan of the Amazons (Xiu hua da dao)
- 1978 : The Proud Youth
- 1979 : The Kung Fu Instructor (Gaau tau)
- 1979 : Coward Bastard (E ye)
- 1979 : The Deadly Breaking Sword (Feng liu duan jian xiao xiao dao)
- 1979 : The Scandalous Warlord (Jun fa qu shi)
- 1979 : To Kill a Mastermind
- 1980 : Rendezvous with Death (Ching tieh)
- 1980 : The Kid with a Tattoo
- 1980 : Daggers 8 (Kong shou ru bai ren)
- 1980 : Swift Sword
- 1980 : Bat Without Wing (Wu yi bian fu)
- 1981 : Return of the Sentimental Swordsman (Mo jian xia qing)
- 1981 : Notorious Eight (Chin mun baat jeung)
- 1981 : Black Lizard (Hei xi yi)
- 1981 : Duel of the Century (Liu xiao feng zhi jue zhan qian hou)
- 1981 : The Emperor and His Brother (Shu Jian en chou lu)
- 1981 : Karate Warrior (Wan jen chan)
- 1981 : Heroes Shed No Tears (Ying xiong wei lei)
- 1982 : Perils of the Sentimental Swordsman (Chu liu xiang zhi you ling shan zhuang)
- 1982 : The Spirit of the Sword (Huan hua xi jian)
- 1982 : Human Lanterns (Ren pi deng long)
- 1982 : Descendant of the Sun (Ri jie)
- 1982 : Lovers Blades (San ging daai hap)
- 1982 : Passing Flickers (San shi nian xi shuo cong tou)
- 1982 : Death Mask of the Ninja (Shaolin chuan ren)
- 1982 : My Rebellious Son (Xiao zi you zhong)
- 1983 : Men from the Gutter (An qu)
- 1983 : The Enchantress (Yao hun)
- 1984 : Lust for Love of a Chinese Courtesan (Ai nu xin zhuan)
- 1984 : The Hidden Power of Dragon (Moh din tiu lung)
- 1985 : Heart of the Dragon (Long de xin)
- 1985 : My Lucky Stars (Fuk sing go jiu)
- 1985 : Mr. Vampire (Geung si sin sang)
- 1986 : Millionaire Express (Foo gwai lit che)
- 1986 : Eastern Condors (Dung fong tuk ying)
- 1986 : The Haunted Island (Gui meng jiao)
- 1986 : Where's Officer Tuba? (Pi li da la ba)
- 1987 : Scared Stiff (Xiao sheng meng jing hun)
- 1987 : The Final Test (Zui hou yi zhan)
- 1988 : Mr. Vampire 4 (Jiang shi shu shu)
- 1988 : On the Run (Mong ming yuen yeung)
- 1988 : Portrait of a Nymph (Hua zhong xian)
- 1988 : Dragons Forever (Fei lung maang jeung)
- 1988 : The Greatest Lover (Gong zi duo qing)
- 1988 : Dreams (Meng guo jie)
- 1989 : The Iceman Cometh (Ji dong ji xia)
- 1989 : The Master (Long xing tian xia)
- 1990 : The Dragon from Russia (Hong chang fei long)
- 1990 : Swordsman (Xiao ao jiang hu)
- 1990 : She Shoots Straight (Huang jia nu jiang)
- 1990 : Legend of the Dragon (Long de chuan ren)
- 1990 : Bury Me High (Wei Si Li zhi ba wang xie jia)
- 1990 : Demon Intruder (Ye gui xian sheng)
- 1991 : Top Bet (Du ba)
- 1991 : Kung Fu vs. Acrobats (Ma deng ru lai shen zhang)
- 1991 : Magnificent Scoundrels (Qing sheng)
- 1992 : Police Story 3: Supercop (Jing cha gu shi III: Chao ji jing cha)
- 1992 : A Kid from Tibet (Xi Zang xiao zi)
- 1992 : Super Lady Cop (Kong fung mat ling)
- 1992 : Red Shield (Lei ting sao xue)
- 1992 : Fist of Fury 1991 II (Man hua wei long)
- 1992 : The Big Deal (Shen tou jia zu)
- 1992 : Miracle 90 Days (Te yi gong neng xing qiu ren)
- 1993 : Kick Boxer (Huang Fei-Hong zhi gui jiao qi)
- 1993 : The Black Panther Warriors (Hei bao tian xia)
- 1995 : Only Fools Fall in Love (Dai lao bai shou)
- 1995 : Tough Beauty and the Sloppy Slop (No hoi wai lung)
- 1995 : The Drug Fighters (Qi du xian feng)
- 1996 : Drunken Angels (Nam yan 40 da kung fu)
- 1996 : Night Journey
- 1997 : Hero (Ma Wing-Jing)
- 1997 : A Place of One's Own
- 1998 : Aiming High
- 1998 : Ching nung dai dei 3
- 1998 : Happy Monk (Hoi sum chook ga yun) (série télé)
- 1998 : Leopard Hunting (Lip paau hang dung)
- 1999 : Plain Love II (Cha si goo heung lung)
- 1999 : Dragon Love
- 1999 : The Kung Fu Master (Kuen king tin ha)
- 2000 : The Devil Shadow (Moh ying)
- 2000 : Honour of the Gods (Fung sun bong)
- 2000 : Plain Love III (Jau si goo heung shun)
- 2000 : The Track (Yung wong jik chin)
- 2001 : Ultimatum (Chui hau tung dip)
- 2001 : Vampire Controller (Gon shut sin sang)
- 2004 : Crazy Kung Fu (Gong fu)
- 2004 : Hidden Heroes (Zhui ji ba yue shi wu)
- 2004: Kung Fu Hustle
- 2005 : A Chinese Tall Story (Ching din dai sing)
- 2005 : Jeuk sing 2 gi ji mor tin hau
- 2005 : Dragon Squad (Maang lung)
- 2005 : Ah sou
- 2005 : Kung Fu Mahjong (Jeuk sing)
- 2006 : Dragon Tiger Gate
- 2006 : Don't Open Your Eyes (Gwai aan ying ging)
- 2006 : Da jeuk ying hung chun
- 2006 : Ye maan bei kup
- 2006 : Da jeuk ying hung chun
- 2007 : The Green Grass of Home
- 2007 : A Change of Destiny
- 2007 : Word Twisters' Adventures
- 2007 : Kung Fu Mahjong 3
- 2007 : Twins Mission
- 2007 : Contract Lover
- 2008 : Australia
- 2021 : Shang-Chi and the Legend of the Ten Rings